# Namacunde
Namacunde – miasto w Angoli, w prowincji Cunene.